# Australischer Flusskrebs
Der Australische Flusskrebs (Cherax quadricarinatus; lateinisch quadricarinatus bedeutet „mit vier Kielen“), auch als Rotscherenkrebs (und englisch Red Claw, „Rote Klaue“) bekannt, ist ein an der Nordostküste Australiens und Papua-Neuguinea beheimateter Flusskrebs der Gattung Cherax. Die englische Bezeichnung Red Claw stammt von den roten Blasen an den Scherenaußenseiten der Männchen. Erstmals beschrieben und benannt wurde diese Art von Eduard von Martens 1868. In seiner Heimat Australien ist dieser Cherax ein beliebter Speisekrebs, der ebenso wie der Yabby (Cherax destructor) und der (kastanienbraune) Marron (Cherax tenuimanus Smith, 1912) in großen Zuchtanlagen herangezogen wird.

## Merkmale
Die männlichen Tiere erreichen eine Körperlänge von bis zu 30 cm inkl. Scheren und ein Gewicht von etwa 600 g. Die weiblichen Tiere bleiben etwas kleiner. Auf dem Abdomen dieser Krebsart sind rötliche Streifen auf dem ansonsten grün bläulichen Körper zu erkennen. Weibchen haben, wie alle Cherax-Arten, ihre Geschlechtsöffnungen (Gonoporen) am 3. Schreitbeinpaar. Bei den Männchen befinden sich die Gonoporen am 5. Schreitbeinpaar, zudem lassen sich halbmondförmige rote Blasen auf den Scherenaußenseiten erkennen.

## Verbreitung

### Nativer Lebensraum
Die Flusskrebse dieser Art stammen aus dem tropischen Queensland und dem Northern Territory in Australien. Sie treten überwiegend in den Flüssen, im Golf von Carpentaria und einigen östlich fließenden Flüssen der nördlichen Kap-York-Halbinsel auf. Im südlichen Papua New Guinea trifft man diesen Krebs ebenfalls an. Sie leben unter Steinen, Baumstämmen, sowie in Höhlen und bevorzugen leicht alkalisches, sauberes und sauerstoffreiches Wasser.

## Einzelnachweise

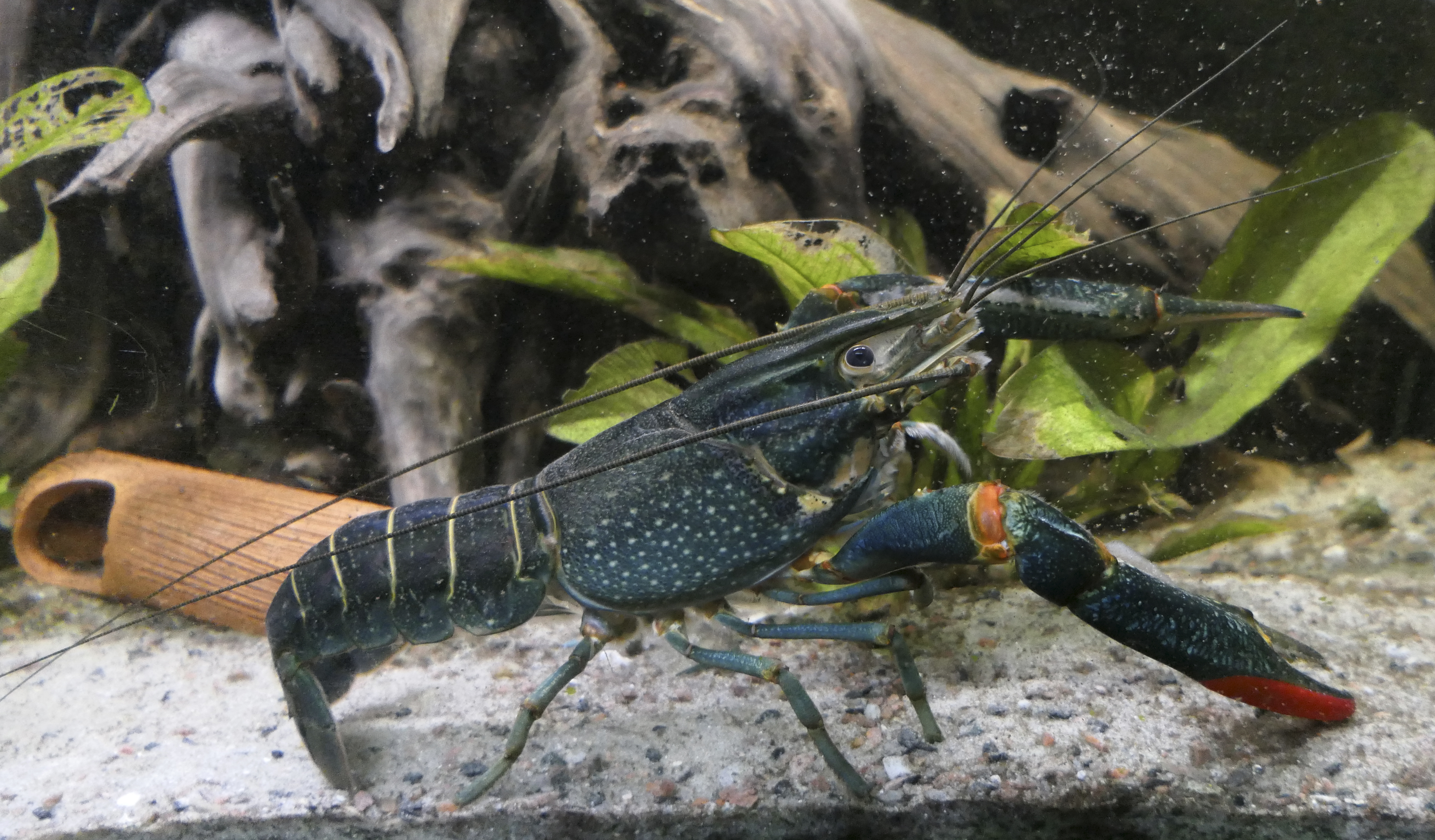
Cherax quadricarinatus

### Aquakultur
Für die kommerzielle Nutzung in der Aquakultur wurde der Krebs in verschiedenen Ländern in Nord- und Südamerika (z. B. Mexiko, Jamaica), Südostasien (China) und Afrika (Südafrika) eingeführt.